# 條狀窄顱帶魚
深海帶魚（学名：Evoxymetopon taeniatus），又名條狀窄顱帶魚、叉尾帶魚、開叉白帶，为帶魚科窄顱帶魚屬下的一个种。發現於西大西洋，從加勒比海至巴西南部、西北太平洋的濟州島海域，棲息深度可達200公尺，本魚身體長、側扁，身體上背部分有輕微紅褐色的銀白色;幾個縱向蒼白身體上的黃色條紋，背鰭軟條81-90枚，臀鰭軟條60枚，體長可達200公分，棲息在大陸坡。

## 近似種
- 白帶魚，同科但不同種。[1]

## 扩展阅读
維基物種上的相關：條狀窄顱帶魚